# 連交河
連交河，位於澳洲新南威爾斯州悉尼港以西，是巴拉馬打河的其中一條支流，全長大約15（9.3英里），由北向南流動，於格林威治及胡列治與巴拉馬打河匯合，再流入悉尼港。

## 圖片集

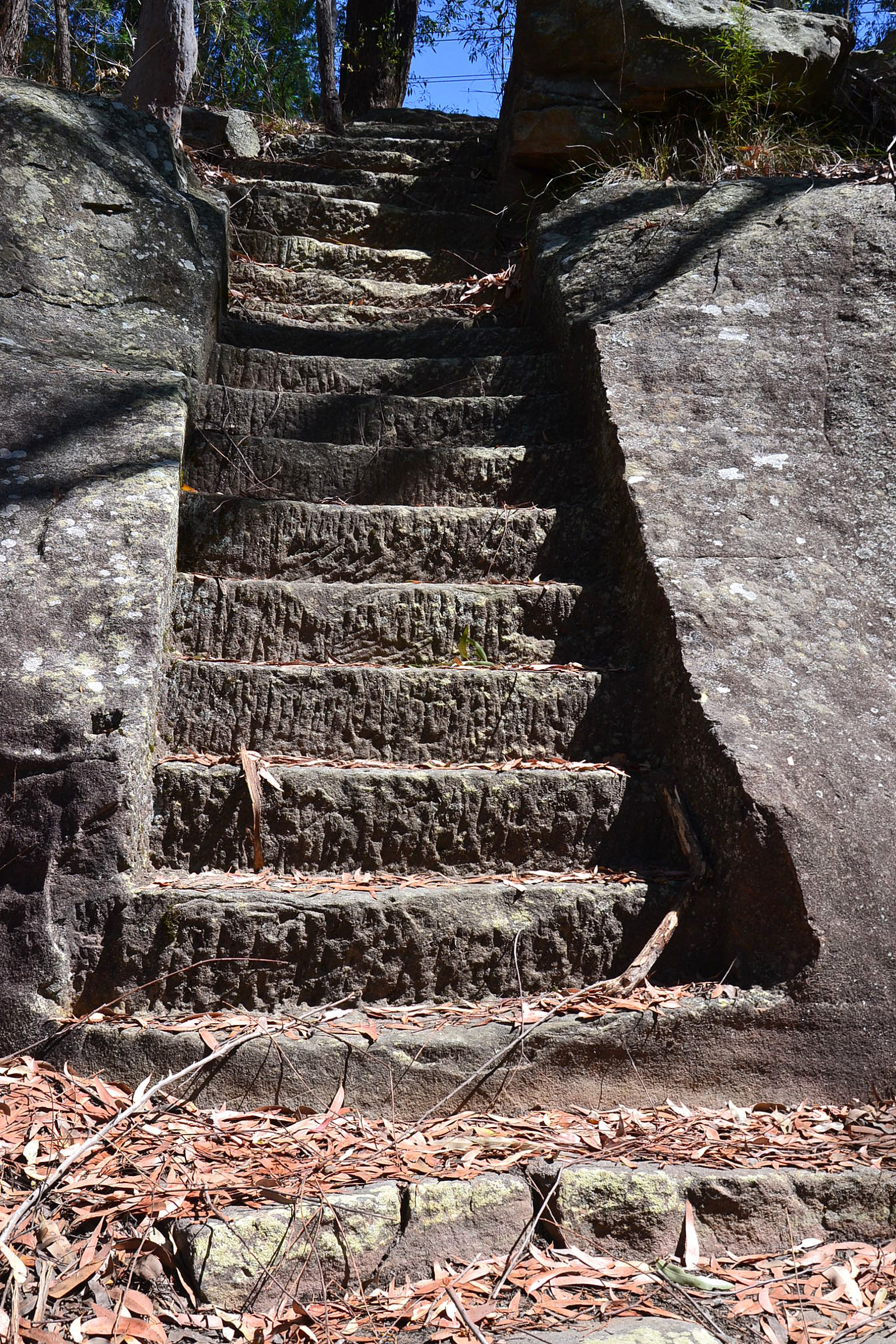
通往哈利·史密斯野餐區的石階
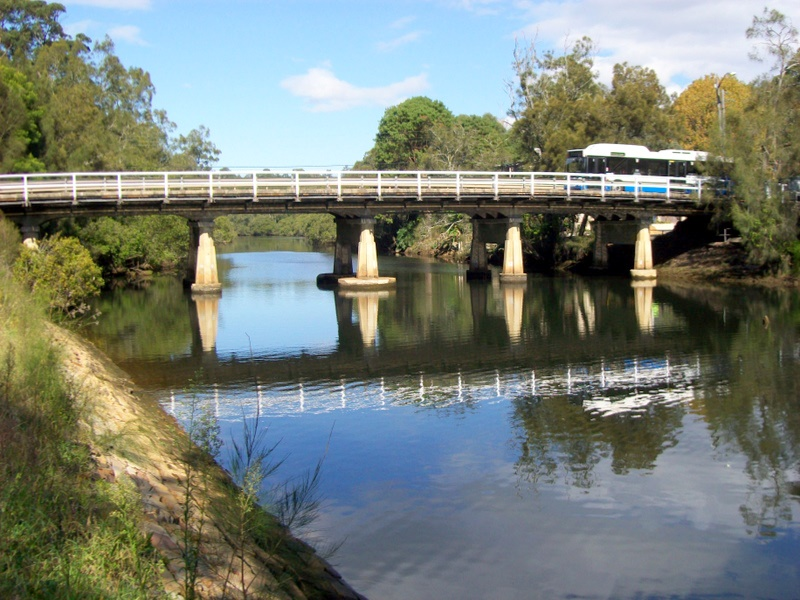
位於車士活西（英语：Chatswood West, New South Wales）橫跨蘭蔻河的富勒橋（英语：Fullers Bridge）
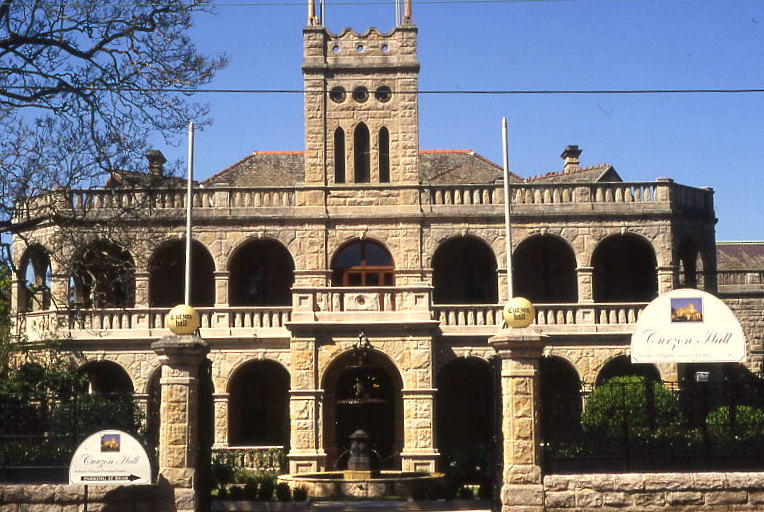
寇松會館
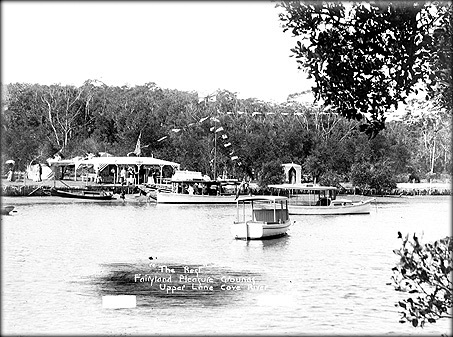
檔案照片
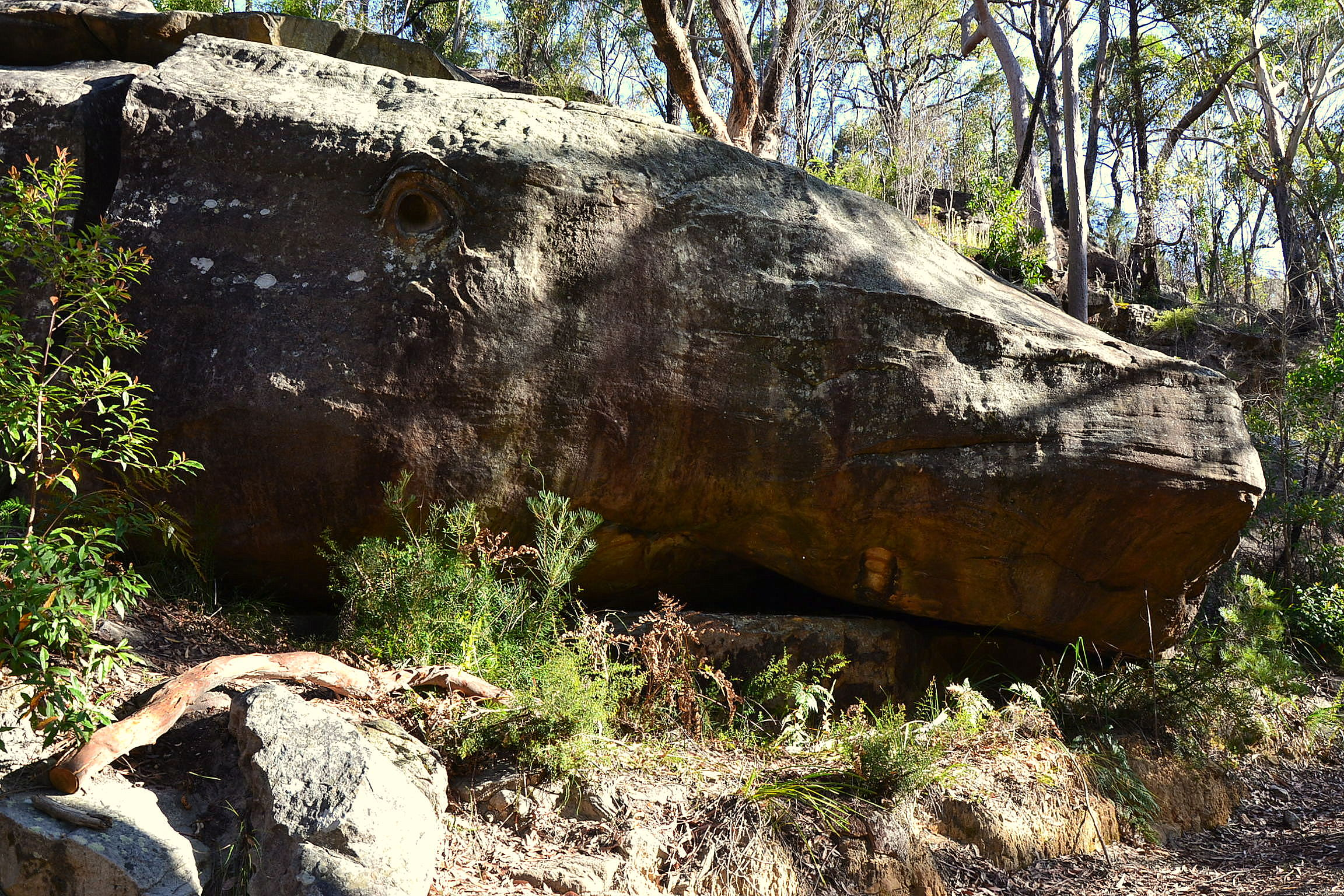
切爾滕納姆附近的鯨魚石
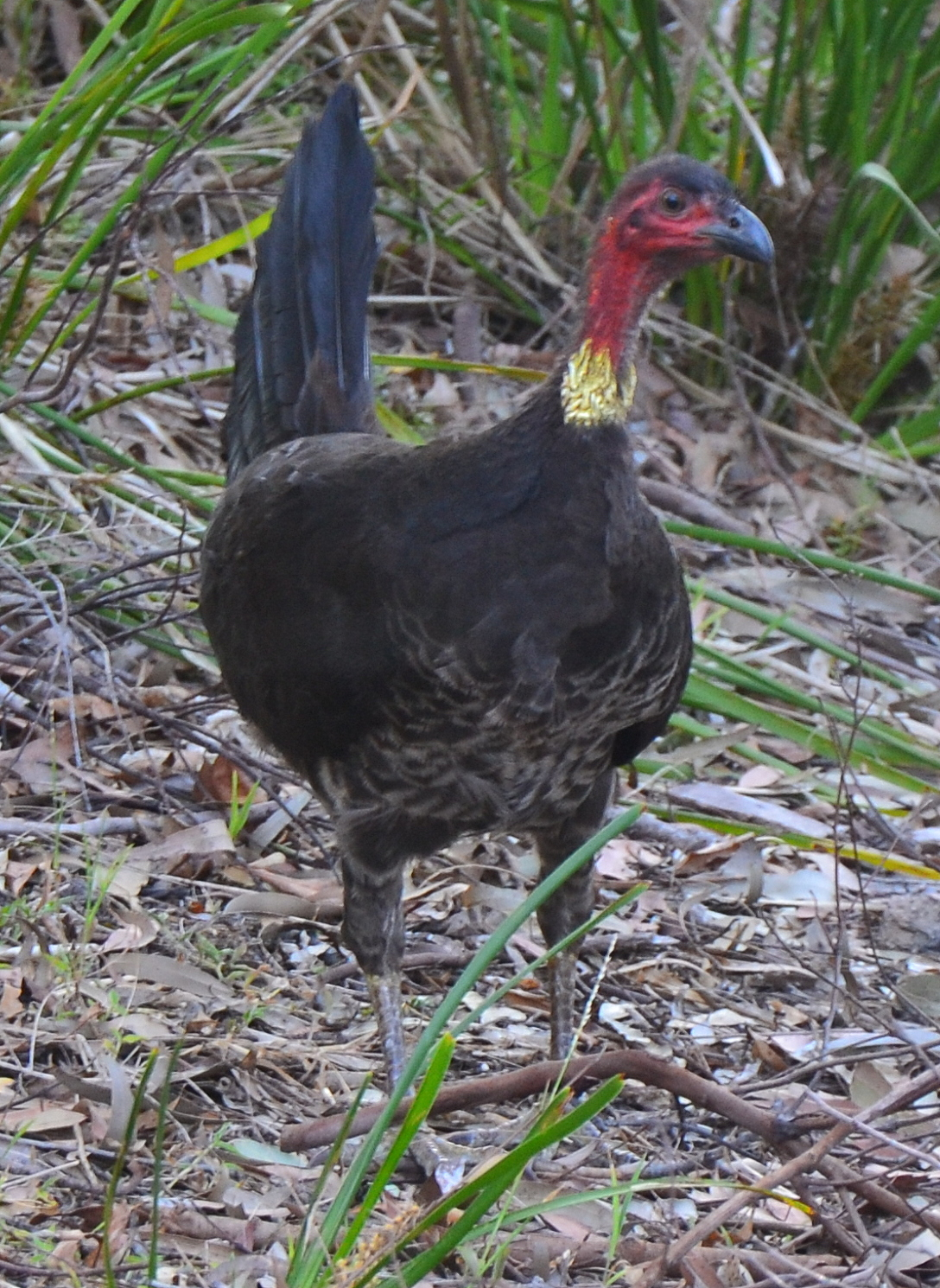
河邊的野生動物